# Halasy-Nagy József
Halasy-Nagy József, születési nevén Nagy József (Ercsi, 1885. május 2. – Hajdúszoboszló, 1976. május 6.) magyar filozófus, filozófiatörténész, műfordító, egyetemi tanár, dékán, a pécsi Erzsébet Tudományegyetem rektora.
Anyja Tóth Lídia, apja pedig Nagy József uradalmi bognármester volt. Szülei hatodik gyermekeként született, de ő volt az első, aki megérte a felnőttkort. Utána még két testvére született. A gimnázium nyolc osztályát három helyen végezte el, családja anyagi nehézségei okozták az iskolaváltásokat, végül 1903-ban a debreceni református kollégiumban színjeles eredménnyel érettségizett. A budapesti Pázmány Péter egyetemre jelentkezett, eredetileg a német szakot választotta, de magyar-latin-görög szakra irányították át. Az első évben az Eötvös Kollégiumban fél tandíjas lett. Ebben az időszakban voltak a kollégium tagjai Szekfű Gyula, Szabó Dezső, Balázs Béla és Kodály Zoltán is. Az első év után sikertelenül folyamodott ingyenes helyért, így meg kellett válnia a kollégiumtól, s egyben a magyar szakot is leadta. A második évben házitanítóként tartotta fenn magát, majd 1905-ben pályázat útján elnyerte a kiskunhalasi református gimnázium helyettes tanári állását. Egy év múlva véglegesítették, így az egyetemet a harmadik évtől távhallgatóként végezte el. Érdeklődése szinte teljesen a filozófia felé fordult, amit az is tanúsít, hogy 1907-ben doktori értekezését is filozófiából írta. 1908-tól rendes tanárrá nevezték ki a kiskunhalasi gimnáziumban. Ekkor kezdte írni könyvismertetéseit és cikkeit, amelyek sorra jelentek meg az Irodalomtörténeti Közleményekben, a Budapesti Szemlében és az Athenaeumban. Pauler Ákos pozitív hangú bírálatot írt értekezéséről, Alexander Bernát pártfogását is élvezve magántanári habilitációt tervezett az ambiciózus fiatalember, aminek feltétele egy nagyobb lélegzetű munka volt. A kötet kiadása a háború kitörése miatt késett, így csak könyve megjelenése után, 1916-tól szerzett egyetemi magántanári képesítést a budapesti egyetemen A francia filozófia története az újkorban c. tanulmánya alapján.
Filozófiával, filozófia történettel és filozófiai művek fordításával foglalkozott. Egyszerre volt az antik bölcselet tudós kutatója, Arisztotelész műveinek fordítója és a modern filozófiai áramlatok (Immanuel Kant és az újkantiánus filozófia) közvetítője, értelmezője, magyarázója.

## Élete
1903 és 1907 között a budapesti Magyar Királyi Tudományegyetem görög-latin szakán tanult, majd 1907-ben tanári oklevelet és filozófiai doktorátust szerzett. 1905-től 1919-ig Kiskunhalason a református főgimnázium tanára volt. 1919-től 1921-ig az Erzsébet Nőiskola Polgári Iskolai Tanárképző Intézetben a pedagógiát és a filozófiát tanított. A Budapesti Tudományegyetemen „a francia filozófia az újkorban” témakörben habilitált 1916-ban. 1921 és 1940 között a m. kir. Erzsébet Tudományegyetemen filozófia tanszéken tanított. Az egyetem rektora (1923/1924-es egyetemi tanév), majd a Bölcsészet, Nyelv-, és Történettudományi Kar dékánja (1927/1928-as egyetemi tanév) volt. 1932-ben Halasy-Nagy József-re változtatta a nevét (felesége kiskunhalasi születésű volt).
1940. október 19-étől 1948. december 31-éig a szegedi m. kir. Horthy Miklós Tudományegyetemen a Filozófia Tanszéket vezette. Közben 1942 és 1943-ban a Bölcsészettudományi Kar dékánja, illetve 1942 és 1944 között az egyetem felsőházi képviselője is volt. 1948 után megfosztották egyetemi tisztségeitől, és kényszer nyugdíjazták. Internálás és kitelepítés elől Hajdúszoboszlóra „menekült”. 1948 után fordítással foglalkozott, hozzátartozói a rendszerváltás óta adják ki kéziratban maradt munkáit.
Alelnöki tisztséget viselt a Magyar Filozófiai Társaságnál és a Debreceni Református Kollégium tanulószövetségénél is. Az Országos Felsőoktatási Tanács, az Országos Közoktatási Tanács, a Pécsi és Szegedi Tanárképző Intézet Igazgatótanács, az Athenaeum és a Pannonia című folyóiratok szerkesztőbizottságának, a Magyar Paedagogiai Társaságnak, a Dugonics Társaságnak, a Kisfaludy Társaságnak és a Magyar Pszichológiai Társaságnak is tagja volt. Szerkesztője volt a Pantheon (1947) című filozófiai tanulmányokat közlő (szegedi kiadású) lapnak; publikált a Délvidéki Szemlében.

## Munkássága
Számos összefoglaló filozófiai tanulmánya, fordítása, összefoglaló vagy ismeretterjesztő írása született, közel 269 közleménye jelent meg. A 20. század első fele filozófiai irányzatainak bemutatása az egyik fő érdeme. Több filozófiai diszciplína, köztük etika, pszichológia, logika, ismeretelmélet, filozófiatörténet területein volt megkerülhetetlen. Tankönyveivel és írásaival nagy hatást gyakorolt a kortárs gondolkodókra. Elsők közt volt, aki a politikai tudomány kérdéseivel is foglalkozott. A szó legjobb értelmében vett rendszerező gondolkodó.

## Munkái (válogatás)
- A görög atomista fizikusok filozófiájának alapvonalai. Budapest, 1907
- Condillac paedagogiája. Budapest, 1913
- Taine: a 19. század pozitivizmusa. Budapest, 1922
- A mai filozófia főirányai. Budapest, 1923
- Az ethika alapvonalai. Pécs-Budapest, 1925
- Két filozófus : Platon és Kant. Budapest, 1925
- Gondolkodók. Budapest, 1926
- A filozófia egyetemi tanulmányozása. Pécs, 1927
- A psychologia főkérdései. Pécs, 1927
- A modern gondolkodás Archiválva 2018. december 6-i dátummal a Wayback Machine-ben. Budapest, 1927
- A filozófia története. Budapest, 1927
- A filozófia nagy rendszerei. Budapest, 1929
- Surányi Miklós. Budapest, 1932
- Pauler Ákos. Budapest, 1933
- A filozófiai műveltség Európában. Budapest, 1934
- Madách bölcsessége. Budapest, 1934
- Korunk szelleme. Budapest, 1936
- A művelt ember. Győr, 1936
- A filozófia kis tükre. Budapest, 1937
- A világnézet. Budapest, 1938
- Politika és erkölcs. Budapest, 1939
- Magyar önismeret: politikai olvasókönyv önmagukat kereső magyarok számára. Budapest, 1939
- Ember és világ. Budapest, 1940
- Magyar hivatás. Budapest, 1940
- Emlékezés Császár Elemérre. Szeged, 1942
- A politikai tudomány kezdetei: Platon és Aristoteles. Budapest, 1942
- Táj és egyetem. Szeged, 1942
- Történeti bevezetés a filozófiába. Budapest, 1942
- Az ember lelki élete. Budapest, 1943
- Sík Sándor „esztétiká”-ja. Szeged, 1943
- Aristoteles „Etiká”-ja. Pécs, 1943
- A filozófia. Budapest, 1944
- Életeszményeink változásai. Szeged, 1948
- Summa vitae. Önéletrajzi vázlat. In: A Móra Ferenc Múzeum Évkönyve: Studia Historiae Literarum et Artium, 2. Szeged, 1999. 207-237.
- John Locke: Levél a vallási türelemről / ford. Halasy-Nagy József, latin eredeti alapján kiigaz. Gecse Gusztáv; tanulm., jegyz., bibliogr. Reisinger János. Budapest : Bibliaiskolák Közössége, 1992, Terjedelem: 88 o.
- Aristoteles: Metafizika. Az Akadémia filozófiai könyvtára 9., Budapest, 1936. 412 o.
- Aristoteles: Metafizika: segédanyag az I=IV. és V. éves filozófia szakosok számára. Ford. Halasy-Nagy József. Budapest, 1957. 380 p.[5]
- Az erkölcsi élet. (Benne: Te meg Én. A szerelem lélektana; Summa vitae). Szerk. és s.a.r.: Deák T., Laczkó S., Varga P. Kolozsvár–Szeged: Pro Philiosophia, 2002. (A magyar nyelvű filozófiai irodalom forrásai 7.) ISBN 973 86029-1-2 MEK
- Íme az ember! = Voilá l' homme! : a francia aforizma mesterei. Vál., ford. Halasy-Nagy József ; [a francia szöveget gond. Újfalusi Németh Jenő]. Szeged: Lectum, 2004. 179 o.
- Te meg Én. Szeged: Quintus, 2010